# Lac Morena
Pour les articles homonymes, voir Morena.
Le lac Morena (en anglais : Morena Reservoir) est un lac de barrage américain dans le comté de San Diego, en Californie. Il est situé à 914 mètres d'altitude dans la forêt nationale de Cleveland.